# Southern Poverty Law Center
Southern Poverty Law Center (SPLC) – amerykańska prawnicza organizacja non-profit, specjalizująca się w sporach dotyczących praw obywatelskich i interesu publicznego, z siedzibą w Montgomery w Alabamie. Znana jest ze spraw sądowych przeciwko grupom opartym na białej supremacji, klasyfikacji grup opartych na nienawiści (ang. hate groups) i innych organizacji ekstremistycznych oraz promowania programów edukacyjnych dotyczących tolerancji.
SPLC została założona w 1971 przez Morrisa Deesa, Josepha J. Levina juniora i Juliana Bonda, jako kancelaria prawna w Montgomery. Bond pełnił funkcję prezesa zarządu w latach 1971–1979.

Logo organizacji SPLC

W 1979 SPLC rozpoczęła postępowania sądowe (pozwy cywilne) o odszkodowania pieniężne w imieniu ofiar przemocy Ku Klux Klanu i innych grup opartych na białej supremacji, przy czym wszystkie odszkodowania trafiały do ofiar lub były przekazywane innym organizacjom. SPLC zaangażowała się również w inne sprawy związane z prawami obywatelskimi, w tym w spory dotyczące tego, co uważa za instytucjonalną segregację rasową i dyskryminację, nieludzkie i niekonstytucyjne warunki w więzieniach i ośrodkach detencyjnych, dyskryminację ze względu na orientację seksualną, złe traktowanie nielegalnych imigrantów i nieprzestrzeganie zasady rozdziału Kościoła od państwa. SPLC dostarcza informacje o grupach opartych na nienawiści do Federalnego Biura Śledczego (FBI) i innych organów ścigania.
W 2019 zwolniono Morrisa Deesa (jednego z założycieli). W związku z pojawieniem się oskarżeń o przemoc rasową i seksualną, o przegląd praktyk w organizacji poproszono zewnętrzną konsultantkę.